# A Paz Desse Amor
"A Paz Desse Amor" é uma canção da cantora e compositora mineira Paula Fernandes, incluída em seu quinto álbum de estúdio Amanhecer (2015). A canção foi lançada nas rádios como primeiro single do álbum em 24 de agosto de 2015.
A composição da canção é da própria Paula Fernandes. A letra fala sobre um amor que está distante, que precisa de cuidados.

## Videoclipe
A canção ganhou um videoclipe no dia 16 de setembro de 2015. No vídeo, dirigido por Fabiano Pierri, a cantora aparece interpretando a música, ao lado de sua banda, em uma montanha localizada no Retiro das Pedras, no município de Brumadinho (MG). O início em branco e preto ilustra bem o tom de melancolia retratado na letra, que conta a história de uma pessoa que está separada do amado por falta de cuidados na relação.
| “ | “Escolhi o Retiro das Pedras para a gravação do vídeo por ser um lugar incrível com vista privilegiada que me identifico bastante. ‘A Paz Desse Amor’ me sensibilizou muito e estou certa que vai emocionar muita gente, ainda mais com essas belas imagens" | ” |

, afirmou Paula.

## Divulgação
Paula apresentou pela primeira vez a canção no dia 24 de agosto de 2015 no programa Vevo Sessions da Vevo, que é apresentado por Junior Lima.
No dia 27 de novembro de 2015, Paula apresentou a música no programa televisivo Encontro com Fátima Bernardes da Rede Globo.

## Lista de faixas
- Download digital

1. "A Paz Desse Amor" - 3:55[8]

## Desempenho nas tabelas musicais
| Tabela musical (2015)                                       | Melhor posição |
| ----------------------------------------------------------- | -------------- |
| Brasil Billboard Brasil Hot 100 Airplay                     | 21             |
| Brasil - Billboard Brasil Regional Salvador Hot Songs       | 5              |
| Brasil - Billboard Brasil Regional Belo Horizonte Hot Songs | 10             |
| Brasil - Billboard Brasil Regional Brasília Hot Songs       | 10             |

| Tabela musical (2015)                   | Melhor posição |
| --------------------------------------- | -------------- |
| Brasil Billboard Brasil Hot 100 Airplay | 96             |

## Histórico de lançamento
| Região | Data                 | Formato(s)       | Gravadora       |
| ------ | -------------------- | ---------------- | --------------- |
| Brasil | 24 de agosto de 2015 | Airplay          | Universal Music |
| Brasil | 28 de agosto de 2015 | Download digital | Universal Music |